# Vastekommagetal
In de informatica is een vastekommagetal  een voorstelling van een getal door een vast aantal cijfers, waarin ook de positie van de decimale komma vastligt. Het vaste aantal cijfers {\displaystyle n} bestaat dus uit een vast aantal cijfers voor de komma, normaal de eerste {\displaystyle k}, en een vast aantal, de rest, {\displaystyle n-k}, achter de komma. In principe kan op deze manier maar een aantal in grootte beperkte rationale getallen worden weergegeven. Tegenover vastekommagetallen staan zwevendekommagetallen, die een veel grotere variëteit aan getallen kunnen weergeven.
Kasregisters en mechanische rekenmachines werkten met vastekommagetallen.

## Vergelijking met zwevendekommagetallen

### Rekenwerk
Door de vaste positie van de decimale komma is rekenwerk met vastekommagetallen aanzienlijk eenvoudiger in vergelijking met zwevendekommagetallen. In een binaire voorstelling met vaste komma kunnen rekenoperaties als vermenigvuldigen en delen met snelle verschuivingsoperaties worden uitgevoerd. Sinds het midden van de jaren 1990 zijn processors met rekeneenheden uitgerust voor zwevendekommagetallen, waardoor dit nadeel grotendeels is opgeheven.

### Precisie en dynamiek
Vanwege de exacte weergave is het waardenbereik van een vastekommagetal bij hetzelfde aantal bits kleiner dan het overeenkomstige bereik van zwevendekommagetallen. De precisie van vastekommagetallen ligt echter in het gehele waardenbereik vast, wat bij zwevendekommagetallen niet het geval is. Voor sommige toepassingen is het daarom nodig vastekommagetallen te gebruiken.

## Voorbeelden
Vastekommagetallen van {\displaystyle n=4} bits. Getallen worden in de computer in het binaire talstelsel vastgelegd.
| n = 4      | k = 1  | k = 1    | k = 2  | k = 2    |
| bitpatroon | binair | decimaal | binair | decimaal |
| 0000       | 000,0  | 0,0      | 00,00  | 0,00     |
| 0001       | 000,1  | 0,5      | 00,01  | 0,25     |
| 0010       | 001,0  | 1,0      | 00,10  | 0,50     |
| 0011       | 001,1  | 1,5      | 00,11  | 0,75     |
| 0100       | 010,0  | 2,0      | 01,00  | 1,00     |
| 0101       | 010,1  | 2,5      | 01,01  | 1,25     |
| 0110       | 011,0  | 3,0      | 01,10  | 1,50     |
| 0111       | 011,1  | 3,5      | 01,11  | 1,75     |
| 1000       | 100,0  | 4,0      | 10,00  | 2,00     |
| 1001       | 100,1  | 4,5      | 10,01  | 2,25     |
| 1010       | 101,0  | 5,0      | 10,10  | 2,50     |
| 1011       | 101,1  | 5,5      | 10,11  | 2,75     |
| 1100       | 110,0  | 6,0      | 11,00  | 3,00     |
| 1101       | 110,1  | 6,5      | 11,01  | 3,25     |
| 1110       | 111,0  | 7,0      | 11,10  | 3,50     |
| 1111       | 111,1  | 7,5      | 11,11  | 3,75     |
Merk op dat elk van de genoemde binaire patronen twee verschillende getallen, voorstelt, afhankelijk van de positie van de decimale komma. Aangezien het aantal decimalen per definitie vastligt, hoeft de komma zelf niet te worden weergegeven.
In de volgende tabel staan nog enkele voorbeelden met {\displaystyle n=8} bits en {\displaystyle 4} bits vóór de komma en {\displaystyle 4} achter de komma.
| bitpatroon | decimaal |
| ---------- | -------- |
| 00000000   | 0,0000   |
| 00010000   | 1,000    |
| 01010000   | 10,000   |
| 00000001   | 0,0625   |
| 00001010   | 0,625    |
| 00001000   | 0,500    |
| 11111111   | 15,9375  |
| 01111011   | 7,6875   |
| 00001101   | 0,8125   |